# Guerrilla gardening

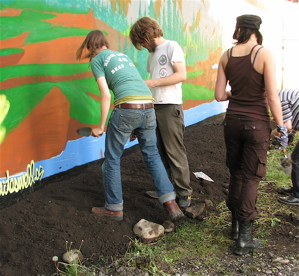
Guerrilla gardening a Calgary, Canada

Con guerrilla gardening si intende una forma di giardinaggio praticata su terreni sui quali non si ha il diritto legale di coltivare, come terreni abbandonati, aree dismesse o proprietà private. Viene praticato da persone e per motivazioni molto diverse tra loro, dai giardinieri che superano il limite fino a gruppi ambientalisti. Questi ultimi sono solitamente legati alle teorie della permacultura o alle problematiche riguardanti i diritti della terra. 

## Storia

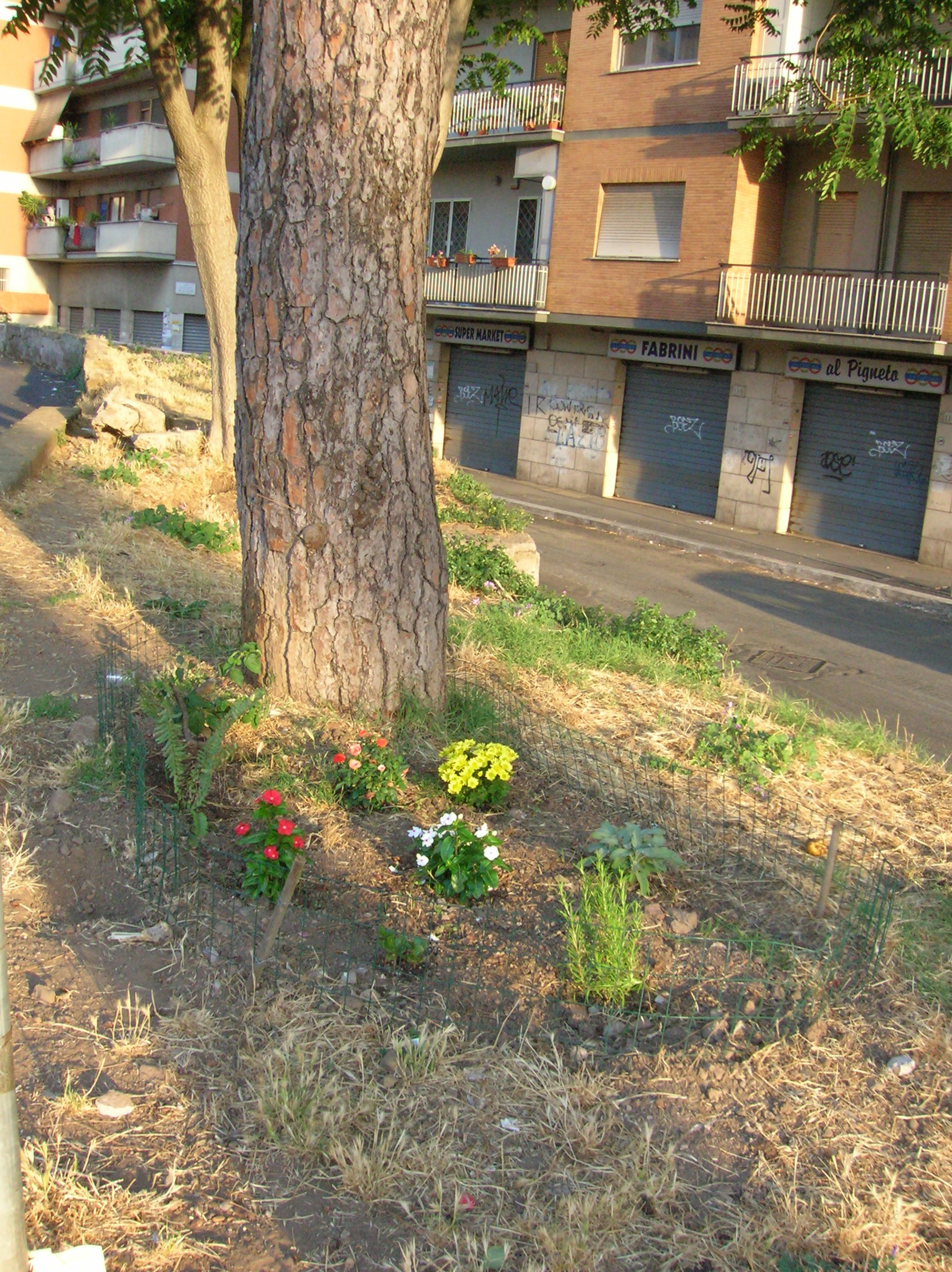
Un'aiuola del Guerrilla Gardening di Roma

La prima volta che viene usato il termine guerrilla gardening è nel 1973, da parte di Liz Christy e il suo gruppo Green Guerrilla (It. Guerriglia verde), nella area di Bowery Houston a New York. Questo gruppo trasformò un derelitto lotto privato in un giardino. Dopo trent'anni questo spazio è ancora ben tenuto. Se ne prendono ancora cura alcuni volontari, ma ora gode della protezione del dipartimento parchi di New York.
Chi promuove questo tipo di interventi di risemantizzazione ecologica sono gruppi di ambientalisti che vanno a selezionare le zone da coltivare facendo una riflessione sul diritto di occupazione e sfruttamento della terra.  

Due celebrati giardinieri di questo tipo, attivi prima del conio del termine Guerrilla gardening, erano Gerald Winstanley ed i Diggers (gli zappatori) nel Surrey in Inghilterra nel 1649, e John Chapman soprannominato Appleseed (seme di mela) nell'Ohio nel 1801.
Il guerrilla gardening si è diffuso in tutto il mondo. : per esempio nello Utah, dove crescono spesso dei meleti lungo le banchine dei canali, mentre lungo i fossi più piccoli crescono degli asparagi; molte di queste piante furono seminate 150 anni fa dai lavoratori che scavarono i suddetti fossati, che seppellirono i torsoli di mela del loro pranzo nel terreno appena scavato, oppure sparsero clandestinamente i semi lungo le nuove rive dei fossati. La guerrilla gardening continua tuttora, quando delle singole persone piantano segretamente alberi da frutto, o altre piante commestibili perenni, o ancora dei semplici fiori nei parchi, lungo le piste ciclabili, eccetera. Qualcuno lo fa con il chiaro intento di produrre cibo. Ad esempio i lavoratori delle piantagioni di banane Tacamiche nell'Honduras fecero crescere illegalmente degli ortaggi sulla piantagione abbandonata, invece di lasciare la terra con la chiusura della piantagione.

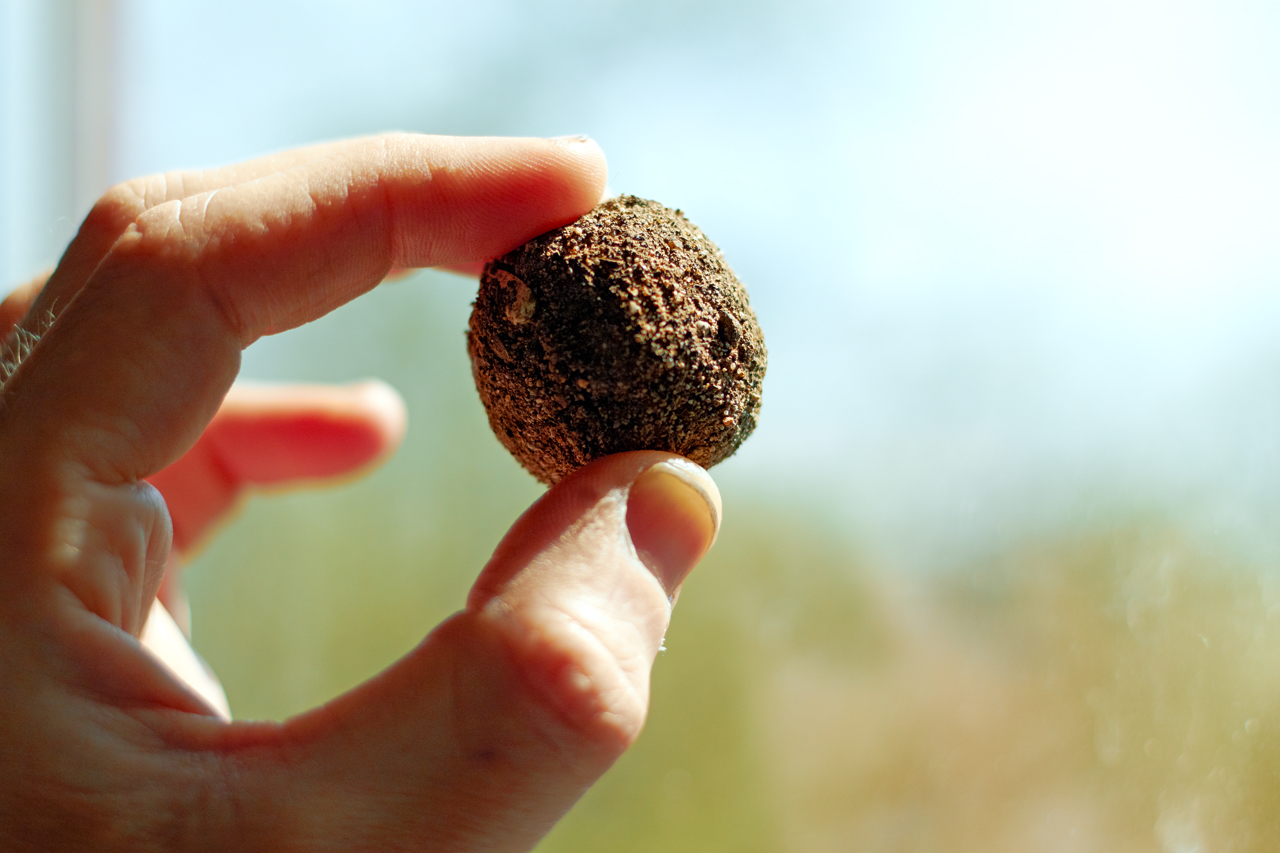
Una bomba di semi, utilizzata in alcune tecniche di guerrilla gardening

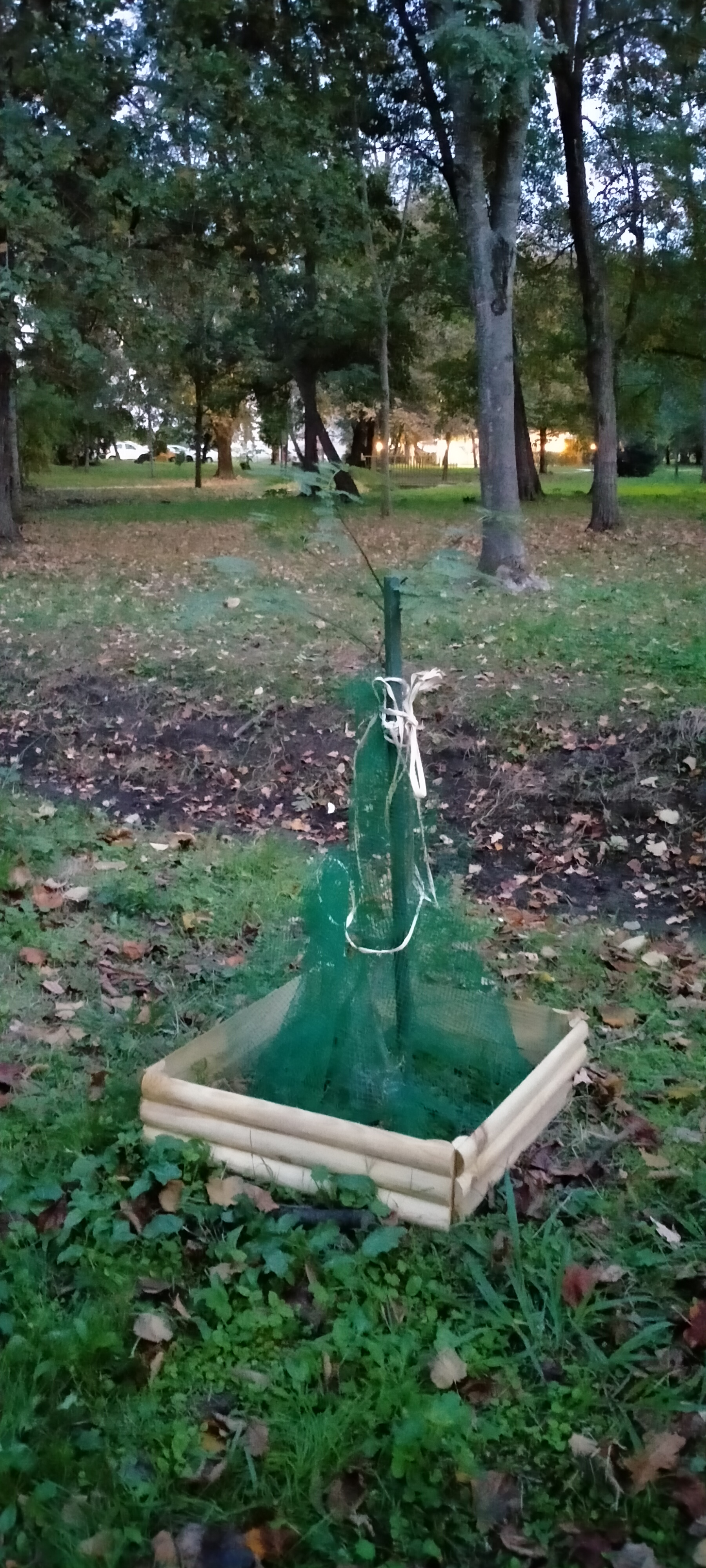
Un'acacia di Costantinopoli piantata illegalmente in un parco a Viareggio

Come si può vedere il termine Guerrilla Gardening è applicato in situazioni abbastanza differenti per descrivere forme di giardinaggio radicale. Il termine include sia il giardinaggio inteso come un gesto politico, sia quello dall'ambizione prettamente orticulturale. Il più famoso esempio di quest'ultimo tipo di guerrilla gardening è probabilmente la protesta durante il giorno del primo maggio 2000 a Londra. In quell'occasione non si pensò di far crescere nessuna pianta perenne.
Il termine guerrilla gardening è anche stato usato da un certo numero di scrittori per dare un aspetto radicale ai loro libri di giardinaggio: uno di questi è il libro dal titolo, appunto, "Guerrilla Gardening" pubblicato nel 1983 da John F. Adams, che puntava ad incoraggiare i giardinieri a far crescere le varietà di vegetali presenti in natura invece di quelle ibride risultato della selezione artificiale delle aziende di sementi.
Un altro libro è quello di Barbare Pallenberg, sempre dal titolo "Guerrilla Gardening", che insegnava a costruire un giardino con un piccolo budget.

## Esempi

### Pure Genius!!
Un esempio di guerrilla gardening ebbe luogo nel maggio 1996, quando circa 500 attivisti affiliati a The Land is Ours (It. La terra è nostra), tra cui il giornalista George Monbiot, occuparono circa 13 acri di terreno abbandonato, appartenente alla Guinness, sulle rive del Tamigi nel Wandsworth, la parte sud di Londra. La loro azione voleva sottolineare quello che loro descrissero come "Il terrificante spreco della terra urbana, la mancanza di case popolari, e il deterioramento dell'ambiente urbano"
Su questa terra crebbe una comunità chiamata Pure genius!!, nome ispirato dalla campagna pubblicitaria della Guinness. Queste persone abitarono lì per cinque mesi, finché non furono sfrattati.

### Have på en nat
L'Have på en nat (It. Giardino in una notte) fu costruito in una notte dal danese Økologiske Igangsættere. Un pezzo di terra vuoto, in mezzo alla città di Guldbergsgade in Nørrebro, Copenaghen fu trasformato in un giardino in una singola notte. Circa mille persone presero parte al progetto il 1º luglio 1996.

### Primo maggio 2000
Il primo maggio 2000 Reclaim the Streets organizzò una manifestazione di massa di Guerrilla Gardening presso la piazza del Parlamento a Londra. Dopo una parata carnevalesca con tanto di band di samba, e un raduno di ciclisti partito da Hyde Park, qualche migliaio di "giardinieri" occuparono la piazza piantando fiori e ortaggi.
Fu eretto un maypole, attorno al quale danzarono molti dei manifestanti. Nella piazza erano presenti striscioni con scritte tipo "La resistenza è fertile", usando il motto "La resistenza è futile", o "Lasciate che Londra germogli"